# MC (киберспортсмен)
Чан Мин Чхоль (кор. 장민철, род. 17 июня 1991 года, Чхунчхон-Намдо, Республика Корея), более известный под своим никнеймом MC, — бывший корейский профессиональный игрок в StarCraft II, игравший за расу протоссов. Двукратный чемпион Global StarCraft II League, а также чемпион европейского сезона WCS. За свою карьеру MC заработал более 500 000 долларов призовых.

## Биография
Отец Чан Мин Чхоля умер, когда ребёнку был один год, и Чан воспитывался матерью-одиночкой. До 6 лет они жили в достатке за счёт наследства, однако после финансового кризиса матери пришлось устроиться на работу. Мин Чхоль стал очень много времени начал проводить в одиночестве и со временем увлёкся компьютерными играми, а затем и StarCraft: Brood War. Довольно быстро он стал сильным игроком в StarCraft и играл со сверстниками в формате «3 против 5» и даже «2 против 6». В шестом классе он вступил в гильдию, где старшие игроки рассказали ему о киберспорте, и Мин Чхоль очень заинтересовался возможностью зарабатывать большие деньги, играя в игры.
Через некоторое время его позвали в гильдию Siz, состояющую из игроков, упорно тренирующих с желанием в будущем стать киберспортсменами. Поскольку у Чана не было возможности купить себе лицензионную копию StarCraft, ему её подарили. Изначально MC играл за случайную расу, однако после того, как он увидел игру o.Oy, члена той же гильдии, он принял решение выбрать протоссов. Через некоторое время он сблизился с Ли «PuMa» Хо Джуном, с которым был одного возраста, и уговорил принять его в гильдию.
В 2005 году прошёл первый KeSPA Cup, и Siz решили принять в нём участие. При подаче заявки необходимо было указать четырёх игроков, однако один из них был запасной. Поскольку MC в то время был неопытным, его добавили в заявку, но играли три других игрока. Посещение оффлайн-турнира ещё сильнее утвердило в нём желание стать профессиональным игроком.
Через некоторое время MC попробовался в любительскую команду Astro и занял место в тимхаусе в Каннамгу в качестве партнёра для тренировок, однако вскоре покинул его. После серии неудачных попыток ему удалось попасть в команду MBC. MC так и не добился серьёзных успехов в StarCraft: Brood War, поэтому после выхода StarCraft II: Wings of Liberty он перешёл в новую дисциплину.
В StarCraft II выступление MC было намного успешнее. Он победил на третьем открытом чемпионате Global StarCraft II League в 2010 году, а также на втором, мартовском сезоне GSL 2011 года, став первым в истории двухкратным чемпионом GSL.
В начале 2013 года MC переехал в Европу для выступления в европейском регионе StarCraft II World Championship Series. В Европе он открыл тимхаус для корейских игроков, приезжавших в Европу для выступления на турнирах.
После закрытия StarCraft II Proleague MC закончил карьеру киберспортсмена по StarCraft II. Он перешёл в League of Legends в качестве тренера и присоединился к команде Kongdoo Monster.

## Признание
Фанаты называют Чан Мин Чхоля «Boss Toss».

## Достижения
- 2010 StarCraft II Open Season 3 (1 место)
- 2011 Global StarCraft II League March: Code S (1 место)
- 2011 World Championship Seoul (3—4 место)
- 2011 MLG Pro Circuit Columbus (3 место)
- North American Star League Season 1 (2 место)
- IEM Season VI - Global Challenge Cologne (2 место)
- IGN ProLeague Season 3: Pool B (1 место)
- 2011 MLG Pro Circuit Orlando (2 место)
- 2011 GSL Blizzard Cup (3—4 место)
- IEM Season VI - World Championship (1 место)
- Red Bull Battlegrounds: Austin (1 место)
- North American Star League Season 3: Division 5 (2 место)
- North American Star League Season 3 (3 место)
- 2012 Global StarCraft II League Season 3: Code S (2 место)
- ASUS ROG Summer 2012 (2 место)
- 2012 Auction All Kill OnGameNet Starleague (3 место)
- IEM Season VIII - Shanghai (3—4 место)
- 2013 WCS Season 2 Europe: Premier League (2 место)
- 2013 WCS Season 3 Europe: Premier League (2 место)
- IEM Season VIII - Sao Paulo (2 место)
- 2014 WCS Season 1 Europe: Premier League (1 место)
- 2014 DreamHack Open: Valencia (2 место)